# 243096 Klauswerner
243096 Klauswerner este un asteroid din centura principală de asteroizi.

## Descriere
243096 Klauswerner este un asteroid din centura principală de asteroizi. A fost descoperit pe 12 septembrie 2007 la Wildberg de Rolf Apitzsch. Asteroidul prezintă o orbită caracterizată de o semiaxă mare de 2,97 ua, o excentricitate de 0,07 și o înclinație de 10,1° în raport cu ecliptica.